# La Perle du Brésil
La Perle du Brésil est un opéra-comique en trois actes sur une musique de Félicien David et un livret de Gabriel de Lurieu (dit Joseph Gabriel) et Sylvain Saint-Étienne, créé en 1851.

## Argument
(voir le lien externe ci-après sur le site du Palazzetto Bru Zane)

### Acte I
Palais de la cour portugaise à Lisbonne
L’amiral portugais Salvador a ramener du Brésil, Zora, une jeune sans famille qu'il a découvert. L’ayant amener avec lui au Portugal, elle a reçu une éducation de noble et est désormais une favorite à la cour royale. Son protecteur compte en faire sa femme mais Lorenz, un jeune lieutenant, tombe amoureux de Zora, ce qui oblige l'amiral à la ramener dans la colonie.

### Acte II
Navire portugais en partance pour le Brésil
Ne pouvant pas être séparé de son amour, Lorenz s’est déguisé en marin à bord du navire. L’amiral le démasque et alors qu'il imagine une façon de se débarrasser de son rival, une tempête se déchaine, contraignant le bateau a trouver refuge dans un port brésilien.

### Acte III
Dans la forêt brésilienne
Des indigènes entourent les passagers et l’équipage en les menaçant de leurs armes tomahawks, faisant que les marins soient à leur merci. Lorsque Zora chante un hymne au Grand Esprit, les brésiliens reconnaissent leur compatriote, tombent à genoux et font la paix. En remerciement de l’acte de la jeune fille, qui a sauvé tout le monde à bord, l’amiral donne son accord pour que Zora épouse Lorenz.

## Création / personnages

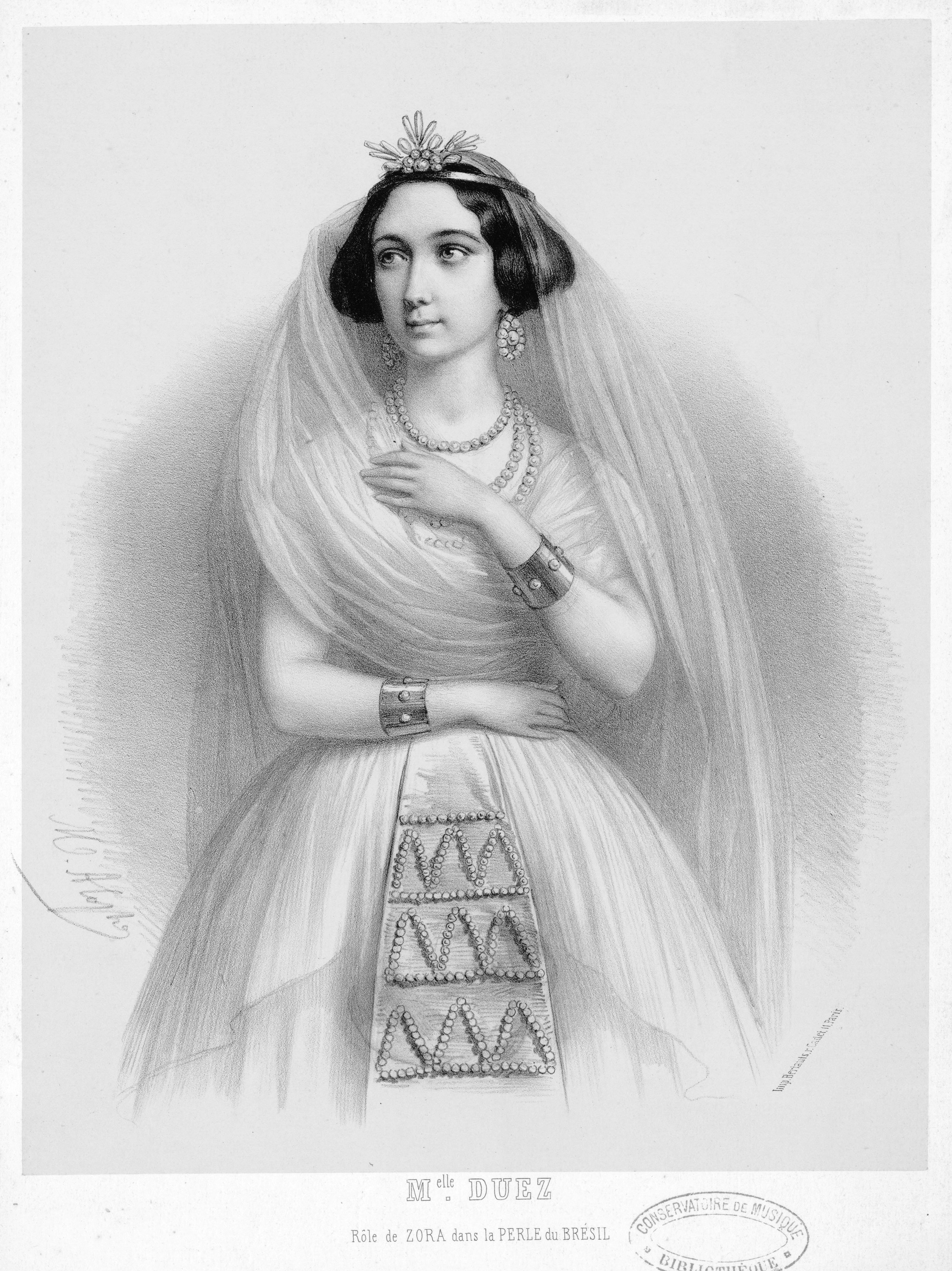
Zoé Duez, créatrice du rôle de Zora

L'œuvre est créée le 22 novembre 1851 à l'Opéra National de Paris par les interprètes suivants :
- Zora, princesse brésilienne : Zoé Duez, soprano
- La Comtesse de Cavallos : Léontine Guichard, soprano
- Don Salvador, amiral portugais : Bouché, baryton-basse
- Lorenz, lieutenant des gardes du palais : Philippe, ténor
- Rio, un jeune marin : Soyer, ténor
- Un brésilien : Junca, baryton-basse
- Les chœurs : portugais, gardes, marins, officiers de bord, brésiliens
- Trois choristes